# Vuosanganjärvi och Hyötyjärvi
Vuosanganjärvi och Hyötyjärvi är en sjö i Finland. Den ligger i kommunen Kuhmo i landskapet Kajanaland, i den centrala delen av landet, 500 km nordost om huvudstaden Helsingfors. Vuosanganjärvi och Hyötyjärvi ligger 176 meter över havet. Den är 25 meter djup. Arean är 10,42 kvadratkilometer och strandlinjen är 61,04 kilometer lång. Sjön  ingår i Uleälvens huvudavrinningsområde.   Den sträcker sig 5,7 kilometer i nord-sydlig riktning, och 7,0 kilometer i öst-västlig riktning.
I övrigt finns följande i Vuosanganjärvi och Hyötyjärvi:
- Lammassaari (en ö)
- Härkäsaari (en ö)
- Kuohunsaari (en ö)
- Marjosaari (en ö)
- Selkäsaaret (en ö)
- Korpisaari (en ö)
- Kirkkosaari (en ö)
- Mäntysaari (en ö)
- Kukkurisaari (en ö)
- Lokkisaaret (en ö)
- Niskasaaret (en ö)
- Rattisaari (en ö)
- Mökkösaari (en ö)
- Lipposaari (en ö)
- Vihtasaari (en ö)
- Juurikkasaari (en ö)
- Pikku-Nesteri (en ö)
- Iso-Nesteri (en ö)
- Luhtasaari (en ö)
- Pitkäsaari (en ö)
- Lapinsaari (en ö)

I övrigt finns följande vid Vuosanganjärvi och Hyötyjärvi:
- Juurikkojärvi (en sjö)